# Jurek Jatowitt
Jerzy „Jurek” Jatowitt (ur. 21 lutego 1952 w Sopocie) – austriacki judoka. Olimpijczyk z Montrealu 1976, gdzie zajął jedenaste miejsce w wadze średniej.
Uczestnik mistrzostw świata w 1971 i 1979. Brązowy medalista mistrzostw Europy w 1978 roku.

## Letnie Igrzyska Olimpijskie 1976
| Konkurencja | Eliminacje                  | Eliminacje                  | Eliminacje            | Klas. końcowa |
| Konkurencja | Przeciwnik I                | Przeciwnik II               | 1/4                   | Miejsce       |
| ----------- | --------------------------- | --------------------------- | --------------------- | ------------- |
| 80 kg       | Christop Tchagou (CMR) Z-wo | Teimoc Johnston-Ono (USA) Z | Fred Marhenke (FRG) P | 11.           |